# Ponte Juscelino Kubitschek
Ponte Juscelino Kubitschek – stalowo-betonowy most łukowy w Brasílii zbudowany w latach 2000–2002, jako część przeprawy przez jezioro Paranoá położone w stolicy Brazylii.
Konstrukcja mostu ma łączną długość 1200 metrów, przeprawa ma 24 metry szerokości i obejmuje dwie jezdnie po trzy pasy ruchu w każdym kierunku oraz chodniki dla rowerzystów i pieszych po obu stronach. Przeprawa mostowa przebiegająca bezpośrednio nad wodą składa się z trzech przęseł po 240 metrów każde.
Most został zaprojektowany przez architekta Alexandra Chana i konstruktora Mário Vila Verde.
Obiekt nazwano na cześć Juscelino Kubitscheka de Oliveira, prezydenta Brazylii w latach 1956–1961, który w czasach swojej kadencji założył miasto Brasília, oraz uczynił z niej stolicę kraju.